# Kauswagan
Kauswagan ist eine philippinische Stadtgemeinde in der Provinz Lanao del Norte. Sie hat 26.278 Einwohner (Zensus 1. August 2015).

## Baranggays
Kauswagan ist politisch in 13 Baranggays unterteilt.
- Bagumbayan (Pob.)
- Bara-ason
- Cayontor
- Delabayan
- Inudaran
- Kawit Occidental
- Kawit Oriental
- Libertad
- Paiton
- Poblacion
- Tacub
- Tingintingin
- Tugar